# 風の丘葬斎場
風の丘葬斎場（かぜのおかそうさいじょう）は、大分県中津市にある火葬場、斎場である。槇文彦設計。

## 概要
エントランスホールのトップライトはル・コルビュジエのショーダン邸への、中庭はミース・ファン・デル・ローエのバルセロナ・パビリオンへのオマージュとも考えられ、モダニズムの集大成とも言われる。待合ロビーの写真は各種建築専門誌などでも取り扱われているが、流れるような平面構成も魅力的である。村野藤吾賞受賞作品であり、ランドスケープデザインで三谷徹は2003年度グッドデザイン賞金賞を受賞している。
指定管理者制度により、中津市企画市民環境部環境政策課が風の丘葬斎場運営グループ《(株)エイト・(有)宇佐興産》に管理運営を委託している。

## 火葬炉
- 炉数：6基
- メーカー：宮本工業所[2]